# Смертельно небезпечні
Смертельно небезпечні (англ. Deadly Heroes) — американський бойовик 1993 року.

## Сюжет
Міжнародні терористи захоплюють літак із заручниками в афінському аеропорту і вимагають звільнення їхнього лідера Карлоса. Ця умова була виконана, і терористи відпустили заручників. Усіх, крім одного. Карлос закохався в чарівну полонянку і вирішив залишити її собі. Він не знав, що його обраниця — дружина офіцера спецпідрозділу «Морські Леви» Бреда Картовскі, який готовий заради неї на все. Коли уряд відмовив йому в підтримці, Бред звернувся за допомогою до колишніх товаришів по службі. Озброєні новітньою зброєю і бойовим досвідом, команда смертельно небезпечних героїв приступає до виконання своєї таємної місії.

## У ролях
- Майкл Паре — Бред Картовскі
- Клодетт Мінк — Марсі Картовскі
- Ян-Майкл Вінсент — Коді Грант
- Біллі Драго — Хосе Марія Карлос
- Джуліано Мер — Антоніо Вальдес
- Алон Абутбул — Патрік
- Галіт Джиат — Алія
- Джон Філліпс — віце-адмірал Стів Бернс
- Габі Амрані — Габі Баруді
- Дін Блох — Пол Картовскі
- Джек Вітакер — посол Білл Філдінг
- Джек Едаліст — Скотт Джонс